# زیباتر از زندگی
زیباتر از زندگی فیلمی به کارگردانی و نویسندگی انسیه شاه حسینی، تهیه‌کنندگی سعید سیدزاده ساخته سال ۱۳۸۹ است. این فیلم نماینده سینمای دفاع مقدس در سی و یکمین جشنواره فیلم فجر بود.

## جوایز
این فیلم توانست در جلوه‌های ویژه میدانی سیمرغ سی و یکمین جشنواره فیلم فجر و همچنین جایزه ملی را بگیرد.

## بازیگران
| بازیگر     | نقش                |
| ---------- | ------------------ |
| حامد کمیلی | سید حسین علم الهدی |

## عوامل
- جلوه‌های ویژه: محسن روزبهانی
- عکاس: کسری نیک رفتار
- مدیر تولید: سعید سیدزاده

## خلاصه فیلم
با آغاز جنگ تحمیلی، سید حسین علم الهدی فرمانده سپاه هویزه به همراه نیروهای مردمی به کمک مردم روستاها می‌شتابند. علی‌رغم مخالفت‌ها، نیروهای مخلص ارتش به کمک آنها می‌شتابند و در یک عملیات مشترک دوش به دوش هم بر دشمن حمله می‌کنند.